# Remizidae
Los pájaros moscones o remícidos (Remizidae) son una pequeña familia de aves paseriformes. Sus miembros se extienden por Eurasia, África y una de ellas en Norteamérica. Todas sus especies, excepto la única americana Auriparus flaviceps, hacen nidos en forma de bolsa colgantes de las ramas de los árboles, generalmente sobre agua. Son insectívoros.
Anteriormente estas aves eran incluidas como subfamilia Remizinae dentro de Paridae. Que estas familias están estrechamente relacionadas es algo bien establecido por ahora.

## Filogénia

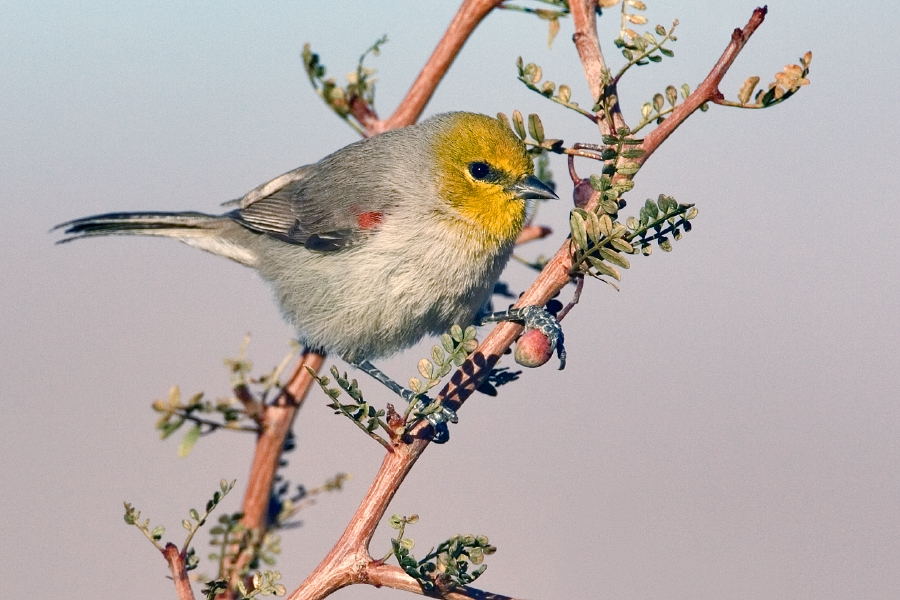
Auriparus flaviceps

La familia contiene 11 especies distribuidas en 3 géneros:
- Género Remiz Jarocki, 1819
  - Remiz pendulinus - pájaro moscón europeo;
  - Remiz macronyx - pájaro moscón dcabecinegro;
  - Remiz coronatus - pájaro moscón dcoronado;
  - Remiz consobrinus - pájaro moscón chino;
- Género Anthoscopus Cabanis, 1850
  - Anthoscopus punctifrons - pájaro moscón sudanés;
  - Anthoscopus parvulus - pájaro moscón amarillo;
  - Anthoscopus musculus - pájaro moscón gris;
  - Anthoscopus flavifrons - pájaro moscón frentigualdo;
  - Anthoscopus caroli - pájaro moscón africano;
  - Anthoscopus minutus - pájaro moscón de El Cabo;
- Género Auriparus Baird, SF, 1864
  - Auriparus flaviceps - pájaro moscón baloncito.